# Севир (округ, Юта)
Округ Севир (англ. Sevier County) располагается в штате Юта, США. Официально образован в 1865 году. По состоянию на 2010 год, численность населения составляла 20 802 человека.

## География
По данным Бюро переписи США, общая площадь округа равняется 4967,625 км2, из которых 4949,495 км2 суша и 20,720 км2 или 0,4 % это водоемы.

## Население
По данным переписи населения 2000 года в округе проживает 18 842 жителей в составе 6 081 домашних хозяйств и 4 907 семей. Плотность населения составляет 4,00 человека на км2. На территории округа насчитывается 7 016 жилых строений, при плотности застройки около 1,00-го строения на км2. Расовый состав населения: белые — 95,61 %, афроамериканцы — 0,27 %, коренные американцы (индейцы) — 2,00 %, азиаты — 0,26 %, гавайцы — 0,09 %, представители других рас — 0,79 %, представители двух или более рас — 0,99 %. Испаноязычные составляли 2,55 % населения независимо от расы.
В составе 43,00 % из общего числа домашних хозяйств проживают дети в возрасте до 18 лет, 70,10 % домашних хозяйств представляют собой супружеские пары проживающие вместе, 7,80 % домашних хозяйств представляют собой одиноких женщин без супруга, 19,30 % домашних хозяйств не имеют отношения к семьям, 17,60 % домашних хозяйств состоят из одного человека, 9,40 % домашних хозяйств состоят из престарелых (65 лет и старше), проживающих в одиночестве. Средний размер домашнего хозяйства составляет 3,03 человека, и средний размер семьи 3,44 человека.
Возрастной состав округа: 34,50 % моложе 18 лет, 10,10 % от 18 до 24, 22,90 % от 25 до 44, 19,70 % от 45 до 64 и 19,70 % от 65 и старше. Средний возраст жителя округа 30 лет. На каждые 100 женщин приходится 99,20 мужчин. На каждые 100 женщин старше 18 лет приходится 97,40 мужчин.
Средний доход на домохозяйство в округе составлял 35 822 USD, на семью — 40 110 USD. Среднестатистический заработок мужчины был 32 632 USD против 19 228 USD для женщины. Доход на душу населения составлял 14 180 USD. Около 8,30 % семей и 10,80 % общего населения находились ниже черты бедности, в том числе — 12,80 % молодежи (тех, кому ещё не исполнилось 18 лет) и 8,50 % тех, кому было уже больше 65 лет.